# Centris semicaerulea
Centris semicaerulea är en biart som beskrevs av Smith 1874. Centris semicaerulea ingår i släktet Centris och familjen långtungebin. Inga underarter finns listade.